# Gaznavidák
A Gaznavidák egy török eredetű emírdinasztia tagjai voltak a 10–12. században. Nevüket központjukról, az afganisztáni Gazna (ma Gazni) városáról kapták. Uralmuk törzsterülete a mai Afganisztán volt, de fénykorukban fennhatóságuk alá tartozott a mai Pakisztán nagy része és India több északi területe, illetve Horászán és Transzoxánia déli vidékei. 1040-ben a szeldzsukok kiszorították őket Horászánból, de a keleti területeken 1187-ig megőrizték hatalmukat.

## Történetük

### A kezdetek

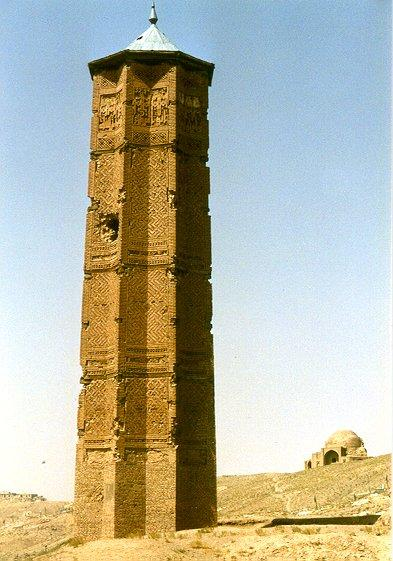
Minaret Gazni városában, III .Maszúd idejéből (1099–1115)

A dinasztiát Alptegin (vagy Alptigin), a transzoxániai Számánidák egyik befolyásos tisztje alapította 961-ben, miután I. Abd al-Malik halálát követően nem az ő jelöltje szerezte meg az emírséget. Ekkor Alptegin jobbnak látta elvonulni, és magát a félreeső, csak részben iszlamizált gaznai fejedelemség élén álló emírnek kinevezni. A Számánidák elfogadták döntését, és elismerték alattvalójuknak, noha nem sok beleszólásuk volt Gazna életébe.
Alptegint a veje, Szabuktegin (Szebüktegin, Szabuktigin, Szubuktegin) követte a trónján 977-ben, aki jelentős keleti hódításokat hajtott végre, és még II. Núh, a Számánida emír hatalmának restaurálásban is segédkezett, miután a Karahánidák egy időre elfoglalták fővárosát, Buharát.

### Mahmúd al-Gaznavi
Szubuktegin utódja a Gaznavidák dinasztiájának legkiemelkedőbb alakja, Mahmúd volt. A fiatal és rendkívül vallásos emír, miután az általa támogatott transzoxániai II. al-Manszúrt meggyilkolták 999-ben, kiegyezett a Karahánidákkal, és elragadta a Számánidák déli területeit, míg azok meghódították az emírség Amu-darjától északra eső vidékét. A Gaznavidák így Horászánt és Transzoxánia déli részét is ellenőrzésük alá vonták.
A szultáni címet felvevő Mahmúd 998–1030 között tartó uralma nagy részét fosztogató, de térítéssel nem járó indiai háborúk töltötték ki. 1001–1026 között mintegy 17 hadjáratot vezetett keletre, melyek során Pandzsábot sikerült megszereznie. 1029-ben az egymással viaskodó iráni Buvajhidáktól sikerült elragadnia a dzsibáli térséget, Kermán meghódítására irányuló törekvései azonban kudarcot vallottak.

### Visszaszorulás és bukás
Már Mahmúd idején, 1025-től kezdve nagyszámú oguz török települt be Horászán területére, és a hódító emír is kénytelen volt utolsó éveiben harcolni azért, hogy megőrizze tőlük birodalma egységét. Fia, I. Maszúd bele is bukott az ellenük folytatott harcba. 1037-ben ugyanis egy Szeldzsuk nevezetű oguz vezető fellázadt ellene, elragadva Nisápur városát, és az 1040-es dandánkáni ütközetben fényes győzelmet aratott hadai felett, elhódítva tőle Irán nagy részét. A Lahor felé menekülő szultánt útja során megölték, és fia, Maudúd csak a mai Afganisztán délkeleti részét, valamint a pakisztáni hódításokat tudta megőrizni. Utódai közül egyedül Ibráhím (1059–1099) idején jutott komolyabb szerephez a Gaznavidák állama.
A Gaznavidák hatalmát a Gúridák (vagy Góridák a Gúr nevű hegyvidékről) buktatták meg. 1160-ban Gaznit hódították el tőlük, így székhelyüket Lahorba tették át, de ellenfeleik ide is követték őket, és 1187-ben bevették a várost. A Gaznavidák utódai Gazniban maradtak, feltehetően az ő leszármazottjaik voltak a 17. században felemelkedő gizlai törzs tagjai.

## Államberendezkedés, kultúra
A Gaznavida Birodalom volt az első egyértelműen mamlúk-rétegre (katonai rabszolgákra) támaszkodó államalakulat. A meghódított területeken az uralkodó elitet lecserélték a központhoz lojális, zömmel török származású, iktá-rendszerben jutalmazott vezetőkkel, mindemellett az államigazgatás egységének megőrzése érdekében a Számánidáktól örökölt adminisztrációt továbbra is fenntartották.
A Gaznavidák meggyőződéses szunniták voltak, ezért mindig is igyekeztek elismertetni hatalmukat a kalifákkal, és nagy hangsúlyt helyeztek a vallásos oktatás támogatására. Ez azonban nem jelentette, hogy arabizációs törekvéseik is lettek volna. Épp ellenkezőleg, bőkezűen támogatták a perzsa nyelvű irodalom újjáéledését.

## Uralkodók
| Uralkodó                                          | Születési idő    | Halálozási idő            | Élethossz | Uralkodási idő         | Uralkodási évek | Megjegyzés |
| ------------------------------------------------- | ---------------- | ------------------------- | --------- | ---------------------- | --------------- | ---------- |
| Alptigin                                          | ?                | 963                       | ?         | király: 961 – 963      | 2 év            |            |
| Iszhák                                            | ?                | 977                       | ?         | szultán (?): 963 – 977 | 14 év           |            |
| Szubuktigin                                       | 942              | 997 augusztusa            | 55 év     | szultán: 977 – 997     | 20 év           |            |
| Iszmáíl                                           | ?                | 998 márciusa              | ?         | szultán: 997 – 998     | 1 év            |            |
| Mahmúd                                            | 971. november 2. | 1030. április 30.         | 58 év     | szultán: 998 – 1030    | 32 év           |            |
| Muhammad                                          | 997              | 1041. április 8.          | 44 év     | szultán: 1030 – 1031   | 1 év            |            |
| I. Maszúd                                         | 998              | 1041. január 27.          | 43 év     | szultán: 1031 – 1041   | 10 év           |            |
| Muhammad (2x)                                     | 997              | 1041. április 8.          | 44 év     | szultán: 1041          | 1 év            |            |
| Maudúd                                            | 1011 körül       | 1049. december 18.        | kb. 38 év | szultán: 1041 – 1049   | 8 év            |            |
| II. Maszúd                                        | ?                | 1049. december 29         | ?         | szultán: 1049          | néhány nap      |            |
| Ali                                               | ?                | 1050 után                 | ?         | szultán: 1050          | 1 év            |            |
| Abd ar-Rasíd                                      | 1024             | 1052                      | 28 év     | szultán: 1050 – 1052   | 2 év            |            |
| Tugril                                            | ?                | 1052 után                 | ?         | szultán: 1052          | 1 év            |            |
| Farruhzád                                         | 1025 körül       | 1059. április 4.          | kb. 34 év | szultán: 1052 – 1059   | 7 év            |            |
| Ibráhím                                           | 1032 körül       | 1099. augusztus 25.       | kb. 67 év | szultán: 1059 – 1099   | 40 év           |            |
| III. Maszúd                                       | 1061 körül       | 1115 februárja/márciusa   | kb. 54 év | szultán: 1099 – 1115   | 16 év           |            |
| Sírzád                                            | ?                | 1116                      | ?         | szultán: 1115 – 1116   | 1 év            |            |
| Arszlán Sáh                                       | 1091 körül       | 1118 szeptembere/októbere | kb. 27 év | szultán: 1116 – 1118   | 2 év            |            |
| Bahrám Sáh                                        | 1084             | 1157 eleje                | 73 év     | szultán: 1118 – 1157   | 39 év           |            |
| Huszrau Sáh                                       | ?                | 1160                      | ?         | szultán: 1157 – 1160   | 3 év            |            |
| Huszrau Malik                                     | ?                | 1191                      | ?         | szultán: 1160 – 1186   | 26 év           |            |
| 1186 után az állam beolvadt a Gúridák birodalmába |                  |                           |           |                        |                 |            |